# Глоструп
Глоструп (дат. Glostrup) — город в датском регионе Ховедстаден, представляющий собой один из западных пригородов Копенгагена, административный центр одноимённого муниципалитета. Население — 22 528 человек (2017).
В Глострупе также расположен ряд государственных учреждений и офисов, например, полицейский департамент Københavns Vestegn и суд Глострупа, охватывающий западные и северные пригороды Копенгагена. Больница Глострупа была открыта в 1958 году, в ней работает более 3 000 человек.

## История
В XX веке Глоструп превратился из небольшого железнодорожного городка в современный пригород для среднего класса. Численность населения достигла пика в 1970-х годах во время оттока населения из центра Копенгагена, но с тех пор стабилизировалась. В то время как в большинстве западных пригородов Копенгагена преобладают государственные жилищные проекты, в Глострупе их количество примерно соответствует среднему по Дании. В районе расположен ряд крупных компаний, например, датские отделения Grontmij и Motorola, а также NKT Holding и Pandora. Вместе с окружающими муниципалитетами он образует центр производственной промышленности Копенгагена. В муниципалитете Глоструп насчитывается в общей сложности 21 200 рабочих мест в частном и государственном секторах вместе взятых.